# Adrian Grösser i Randeiro
Adrian Grösser i Randeiro (Granollers, 25 de juny de 1995) és un actor català d'origen alemany, principalment conegut pel seu paper de Marc Vilaseca a la sèrie de Televisió de Catalunya Merlí. També és conegut per interpretar Aleix a la sèrie de TV3 Polseres Vermelles.

## Biografia
De petit ja volia ser actor. Va començar a fer teatre a Santa Maria de Palautordera (Vallès Oriental), d'on és l'actor. Del 2007 al 2010 es va estudiar a l'escola de teatre Palau. Després va estudiar arts escèniques a l'Institut Celestí Bellera de Granollers. Va interpretar Aleix a la sèrie de TV3 Polseres vermelles l'any 2012. El 2013 va cursar un màster d'interpretació en una escola de cinema. El maig de 2013 va presentar el curtmetratge A pie de playa al Festival de Canes, dirigit per Kail Grösser i on també hi actua Àlex Macías.
El 2015 es va unir al repartiment de la sèrie de TV3 Merlí, on interpreta el Marc Vilaseca, un dels alumnes de Merlí (Francesc Orella). El seu personatge va guanyar més protagonista durant la segona temporada. Va participar en el rodatge de totes tres temporades de la sèrie.
El 2016 va interpretar una obra de teatre, Purpurina, comèdia sobre tres germans joves orfes, amb Albert Baró i Albert Salazar. El desembre de 2016 va estrenar Paradise al teatre Poliorama. L'obra està ambientada en un prostíbul i comparteix escenari amb Elisabet Casanovas (que també va actuar a Merlí), Artur Busquets i Albert Salazar.
El 2019 va rodar el curtmetratge nominat al Premi Gaudí al millor curtmetratge La higuera, un western ambientat a l'Extremadura del segle xix. Aquell mateix any també va rodar la pel·lícula dramàtica El sitio de Otto, on també hi van participar Iñaki Mur, Joana Vilapuig i Artur Busquets.
El març de 2019 va començar el rodatge de la pel·lícula de TV3 Èxode, de la batalla a la frontera, on es narra una història d'amor enmig de l'anada a l'exili a França en el marc de la Guerra Civil espanyola, que es va estrenar l'abril de 2020 a TV3.
El maig de 2019 va assajar l'obra de teatre Jerusalem, sobre un senyor que viu en una autocaravana i que volen desnonar per construir-hi pisos, protagonitzada per Pere Arquillué i dirigida per Julio Manrique. La van estrenar al Teatre Grec i la van representar a ciutats a tot arreu dels Països Catalans com ara Mataró, Manacor, Granollers, Vic i Tarragona el 2019 i 2020.
El febrer de 2020 es va unir al rodatge de la segona temporada de la sèrie de Netflix Hache a Manresa (Bages).

## Filmografia[3][16]

### Cinema
| Any  | Títol                                 | Paper   | Director                 | Notes        |
| ---- | ------------------------------------- | ------- | ------------------------ | ------------ |
| 2010 | El pepino                             |         | Arnau Figueras           | Curtmetratge |
| 2012 | El pare                               |         | Kail Grösser             | Curtmetratge |
| 2012 | A pie de playa                        | Toni    | Kail Grösser             | Curtmetratge |
| 2012 | Pájaros                               |         | Anna Romero              | Curtmetratge |
| 2013 | Cereal                                |         | Àlex Macías              | Curtmetratge |
| 2013 | Diciembre gris                        |         | Tristany Naharro Oriol   | Curtmetratge |
| 2013 | Veritable mentida                     |         | Àlex Macías              | Curtmetratge |
| 2013 | Nous-Nous Tou-Tou et d'autres animaux |         | Marta Ros Hugas          | Curtmetratge |
| 2013 | Johan                                 |         | Dusan Tomic              | Curtmetratge |
| 2016 | Uno para Camila                       | Benny   | Kail Grösser             | Curtmetratge |
| 2017 | Hombre de ninguna parte               |         | Oriol Puig               |              |
| 2019 | Baba                                  |         | Robert Molist            | Curtmetratge |
| 2019 | La higuera                            |         | Mikel Mas                | Curtmetratge |
| 2019 | El sitio de Otto                      | Elliot  | Oriol Puig               | Pel·lícula   |
| 2019 | Èxode, de la batalla a la frontera    | Bernabé | Román Parrado            | Telefilm     |
| 2020 | Hogar                                 | Jove    | David Pastor Àlex Pastor | Pel·lícula   |

### Sèries
| Any       | Títol                              | Paper                       | Canal   | Director                                    | Notes                   |
| --------- | ---------------------------------- | --------------------------- | ------- | ------------------------------------------- | ----------------------- |
| 2012      | Polseres vermelles                 | Aleix                       | TV3     | Pau Freixas                                 | Temporada 2             |
| 2015–2018 | Merlí                              | Marc Vilaseca               | TV3     | Eduard Cortés                               | 40 episodis             |
| 2017      | Show business                      | Adrian Grösser (ell mateix) | BTV     | Serapí Soler Oriol Pérez                    |                         |
| 2018      | Polònia                            | Múltiples personatges       | TV3     | Jaume Buixó                                 | Episodi 13x30           |
| 2018      | Where are the Cools                |                             |         | Alberto de Ros Jordi Prieto                 |                         |
| 2019      | 5 minuts tard                      |                             |         | María Teresa García                         | Episodi: «L'entrevista» |
| 2020      | Coronavideos: Historias Confinadas | Víctor                      | Youtube | Dani Amor                                   | Episodi 3: «El raspado» |
| 2020      | Hache                              | Pio Manzaneda               | Netflix | Jorge Torregrossa García Fernando Trullols  |                         |
| 2021      | Servir y proteger                  | Lucas Infante               | La 1    | Rubén Torrejón Inma Torrente Alexandra Graf | Temporada 5             |

### Teatre
| Any       | Obra            | Paper | Director                   | Notes                                                       |
| --------- | --------------- | ----- | -------------------------- | ----------------------------------------------------------- |
| 2008      | Línea Roja      |       | Cristina Julià             |                                                             |
| 2009      | El Circ         |       | Cristina Julià             |                                                             |
| 2010      | Criatures       |       | Cristina Julià             | T de teatre                                                 |
| 2012      | Escoles         |       | Marta G. Otín              |                                                             |
| 2013      | 26 en descobert |       | Marta G. Otín              |                                                             |
| 2014–2015 | Tito Bodegas    |       | Adrian Grösser Àlex Macías | Gira per Catalunya                                          |
| 2016      | Purpurina       |       | Oriol Vila Raquel Salvador | Microteatre Barcelona                                       |
| 2016–2018 | Paradise        |       | Oriol Vila Raquel Salvador | Gira per Catalunya i teatre Poliorama                       |
| 2019–2020 | Jerusalem       |       | Julio Manrique             | Teatre Grec, gira pels Països Catalans i temporada a Madrid |

## Vida personal
El seu germà, Kail Grösser, és director de cinema.
Parla català, castellà i alemany a nivell nadiu i anglès.